# منتخب هونغ كونغ لكرة القدم للسيدات
منتخب هونغ كونغ الوطني لكرة القدم للسيدات (بالصينية: 香港女子足球代表隊) هو ممثل هونغ كونغ الرسمي في المنافسات الدولية في كرة القدم في فئة كرة القدم للسيدات.